# Tmesisternus curvatolineatus
Tmesisternus curvatolineatus là một loài bọ cánh cứng trong họ Cerambycidae.